# Pulvériseur
Cet article court présente un sujet plus développé dans : Déchaumeuse#Déchaumeurs à disques.
Ne doit pas être confondu avec Pulvérisateur.

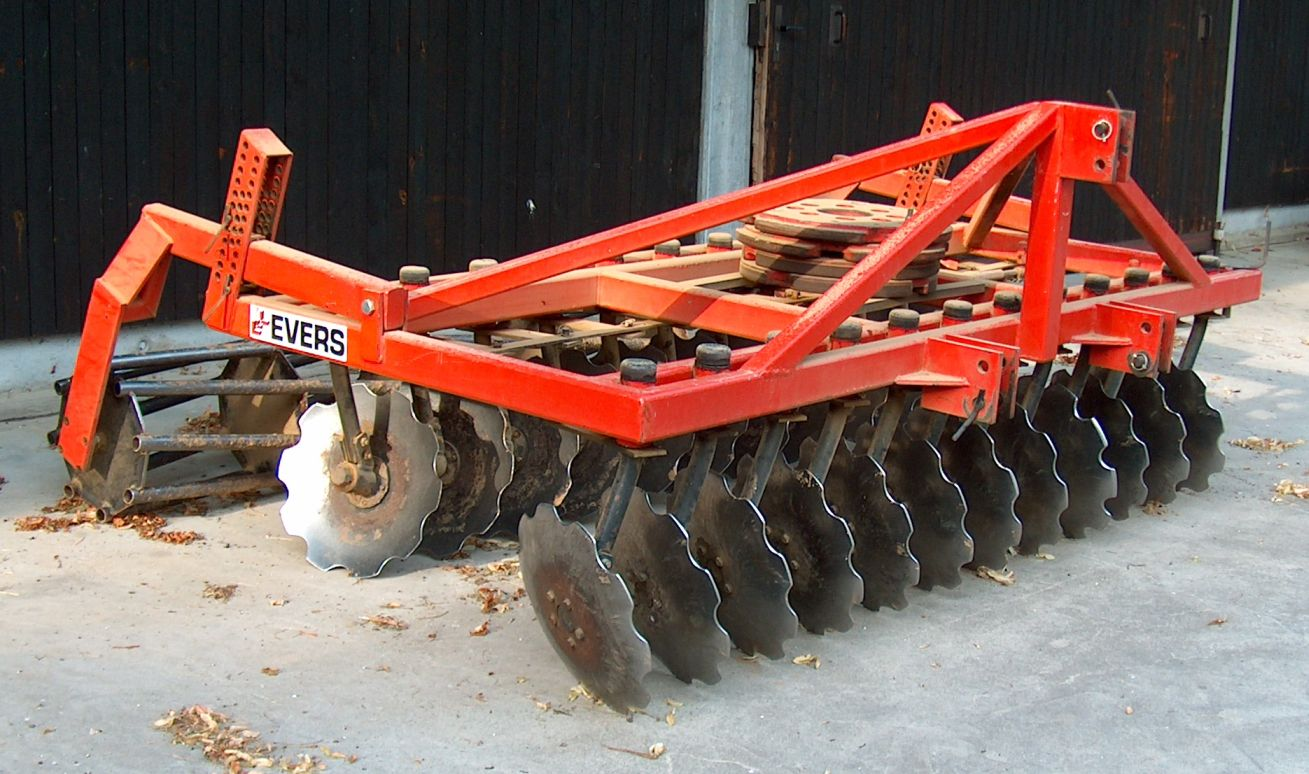
Pulvériseur ou déchaumeuse à disques.

Un pulvériseur est un Instrument aratoire servant à la préparation du sol à faible profondeur (une douzaine de centimètres) pour les cultures en pulvérisant les mottes. Actuellement les pulvériseurs sont des outils à disques constitués de un ou plusieurs trains de disques,. Les bêches roulantes en sont cependant très proches. Les charrues à disques reposant sur le même principe  de fonctionnement en sont des versions lourdes à un seul train de disques mais travaillant jusqu'à 30cm.
Ils sont également utilisés pour le déchaumage (dans ce contexte on dit aussi déchaumeuse à disques ou covercrop), en pseudo-labour comme élément de travail simplifié et pour réaliser des faux semis.